# Homo di Denisova

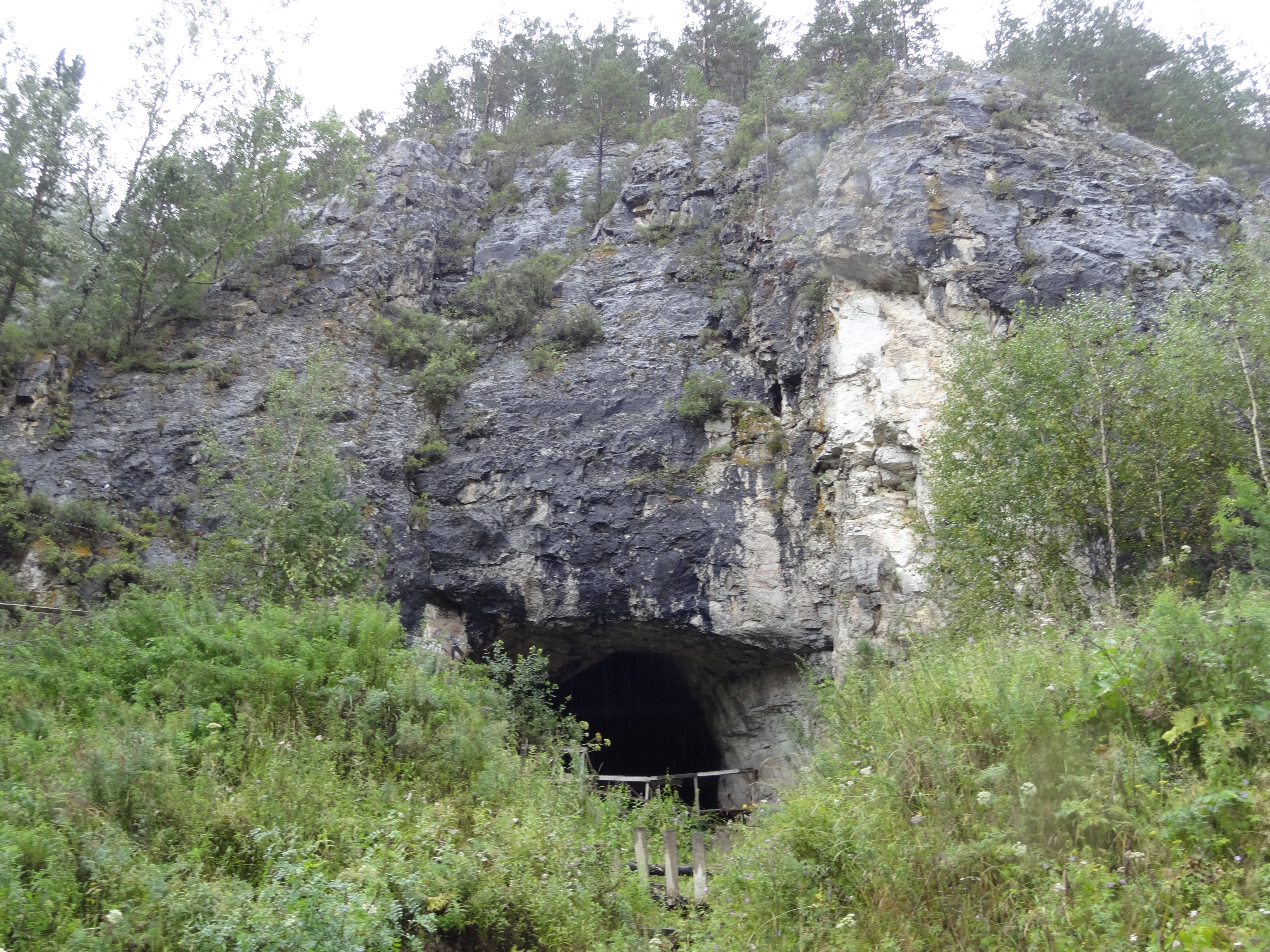
Ingresso della grotta luogo di ritrovamento dei resti dell'Homo di Denisova

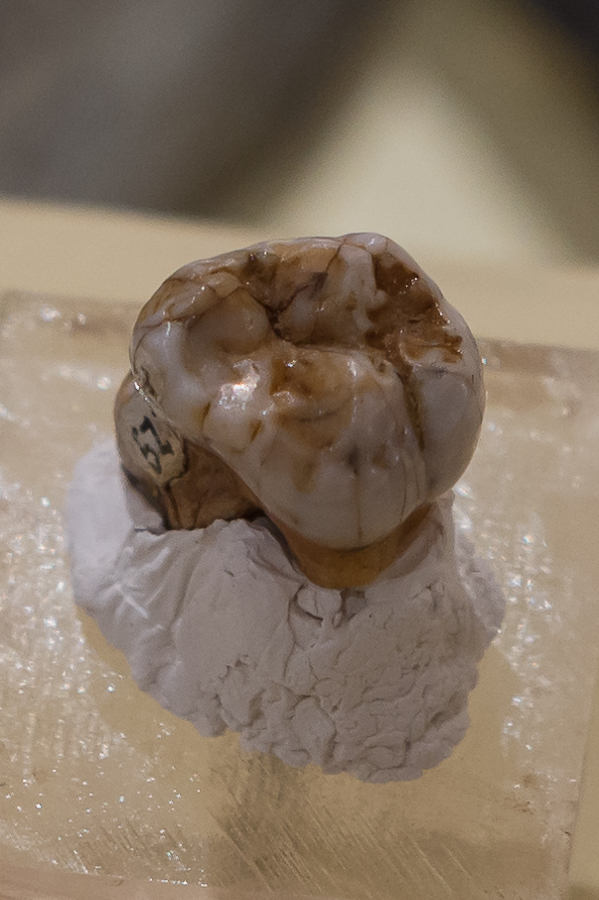
Il fossile di molare Denisova 4

L'Homo di Denisova è una specie, o sottospecie, di ominide vissuto in un periodo compreso tra 280.000 e 30.000 anni fa. La scoperta di questa nuova specie è stata annunciata nel marzo 2010 sulla base dell'analisi completa del DNA mitocondriale di un frammento osseo ritrovato nella Grotta di Denisova, sui Monti Altaj in Siberia, Russia. Attualmente non c'è accordo sulla tassonomia.

## Scoperta
Il piccolo reperto fossile di un dito mignolo, classificato come Denisova 3, attribuito ad un individuo di età stimata tra i 5 e i 7 anni e di sesso incerto, nonostante gli fosse stato attribuito il soprannome di X-Woman (donna X), fu scoperto nel 2008 nelle grotta di Denisova sui Monti Altai; poiché trovato associato a manufatti litici neanderthaliani, fu quindi inviato per essere studiato all'Istituto Max Planck di antropologia di Lipsia in Germania, dove da poco era stato sequenziato il genoma di un Neanderthal.
Il team di scienziati, guidato da Svante Pääbo, quindi sequenziò il DNA mitocondriale (mtDNA ) estratto dal frammento osseo, e sulla base dei risultati ottenuti, diversi da quelli ottenuti da individui della specie homo sapiens come da quelli neanderthal, formulò l'ipotesi che lo si doveva attribuire ad una nuova specie di ominidi. L'analisi del mtDNA ha inoltre suggerito che questa nuova specie di ominidi fosse il risultato di una migrazione precoce dall'Africa, distinta da quella successiva, associata a uomini di Neanderthal e umani moderni, ma anche distinta dal precedente esodo africano di Homo erectus, arrivando così ad ipotizzare la compresenza di diverse specie di ominidi durante il tardo Pleistocene.
Nel 2022 a Svante Pääbo è stato conferito il premio Nobel per la medicina «per le sue scoperte sul genoma degli ominidi e sull'evoluzione umana».

## Tassonomia
I Denisoviani potrebbero rappresentare una nuova specie di Homo o una sottospecie arcaica di Homo sapiens, ma ci sono troppo pochi fossili per definire un taxon adeguato. I nomi delle specie proposti in modo proattivo per i Denisoviani sono H. denisova o H. altaiensis.

## Ritrovamenti
Nel 2010, il team di ricercatori di Svante Pääbo ha riferito dell'attribuzione all'Homo di Denisova di un terzo molare superiore di un giovane adulto, classificato come Denisova 4, scoperto nel 2000 nella grotta, risalente circa allo stesso periodo del frammento di mignolo, classificato come Denisova 3.
Sempre nella stessa grotta sono stati trovati altri fossili riferiti ai Denisovani: Denisova 2, un molare inferiore deciduo di un individuo femminile ritrovato nel 1984 e datato a circa 194.000 - 122.700 anni fa, Denisova 8, un altro molare superiore ritrovato nel 2010, Denisova 11, un fossile di osso lungo ritrovato nel 2014 che presenta caratteri genetici ibridi, e Denisova 13, un frammento di osso parietale dalla parte posteriore del cranio, trovato nel 2016, ma attribuito ai Denisovani solo nel 2019 dopo l'analisi del mtDNA. Analisi successive del 2022 hanno determinato che altri frammenti ossei, Denisova 19, Denisova 20 e Denisova 21 si devono classificare come denisoviani.
Nel 2018 nella Grotta di Baishiya, un sito archeologico al limite nord-orientale dell'altopiano tibetano nella contea di Xiahe, provincia di Gansu in Cina, è stata ritrovato un reperto, noto come la mandibola di Xiahe, che tramite analisi paleoproteomica, è risultato essere il primo fossile di homo di Denisova, trovato al di fuori dell'omonima grotta siberiana. Allo scopo di confermare che il fossile potesse essere attribuito ad un Denisovano, nel 2020 è stato condotto uno studio su DNA mitocondriale presente nei sedimenti della grotta, analizzati sia stratigraficamente che cronologicamente, che afferma che la grotta è stata occupata da individui Denisovani in modo continuativo tra 100.000 e 60.000 anni fa.

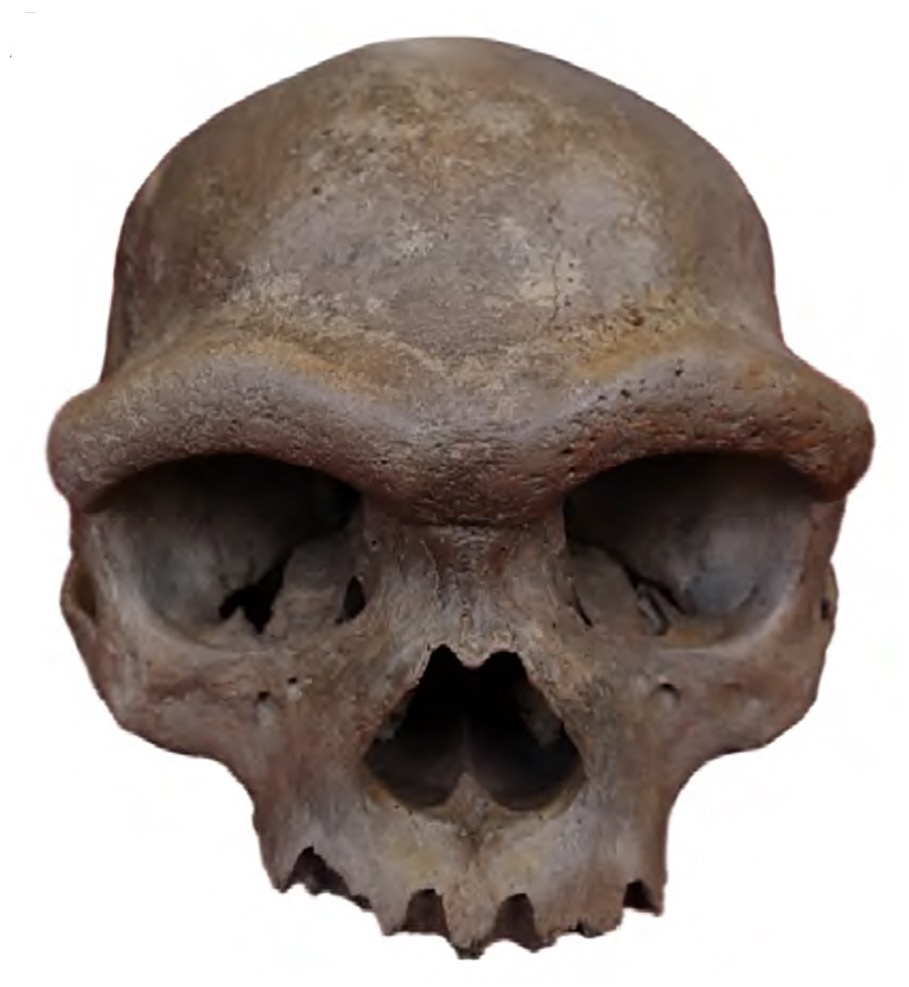
Homo longi

Uno studio del 2022, relativo ad un fossile di molare trovato nel 2018 nella Grotta del Cobra (Tam Ngu Hao 2) nel nord del Laos e classificato come THN2-1, è stato attribuito ad una giovane denisovana vissuta tra i 164.000 e 131.000 anni fa.
Uno studio genetico del 2025, condotto sul DNA mitocontriale del tartaro presente sui denti del cosiddetto Uomo Drago (Cranio di Harbin), fino ad allora definito come l'olotipo dell'Homo longi, lo ha identificato come appartenente alla specie Denisovana, ipotesi confermata dall'analisi delle proteine.

## Evoluzione
L'Homo di Denisova avrebbe abitato in aree popolate principalmente da sapiens e in parte da neanderthal; ciò nonostante, la sua origine e la sua migrazione apparirebbero distinte da quelle delle altre due specie, e il mtDNA del Denisova risulterebbe differente dai mtDNA di H. neanderthalensis e H. sapiens. L'uomo di Denisova è strettamente imparentato con l'uomo di Neanderthal: le due specie si sarebbero separate circa 300.000 anni or sono.
Uno studio su base genetica del 2010 sui resti ritrovati nella grotta di Denisova indica come questo gruppo di Denisovani condivida un'origine comune con i Neanderthal la cui presenza è stata attestata negli stessi luoghi, diversi però da quei Neanderthal per i quali si ipotizza l'ibridazione con gli Homo sapiens di origine eurasiatica. I dati suggeriscono che abbiano contribuito con il 4-6% del proprio materiale genetico ai genomi degli attuali melanesiani, geni che sarebbero stati introdotti durante una prima migrazione umana degli antenati dei melanesiani nel sud-est asiatico.
Nel 2013 la comparazione dell'analisi genetica di un dito con quello di un dente, ha determinato che le differenze tra i due individui denisovani erano così marcate, da far supporre che appartenessero a gruppi diversi della stessa specie..
Uno studio del 2016 ha esaminato sequenze genomiche arcaiche in un campione di esseri umani moderni di tutto il mondo, inclusi 35 individui delle isole della Melanesia. Tutti i genomi non africani esaminati, compresi quelli delle popolazioni dell'Oceania, contenevano DNA di Neandertal, ma una componente denisovana significativa è stata trovata solo nei melanesiani; sulla base di questa evidenza si ipotizza che i Neanderthal (fuori dall'Africa) si sono ibridati più volte con gli esseri umani, mentre i Denisovani si sarebbero ibridati con l'H. sapiens in un'unica circostanza, con gli antenati dei moderni Melanesiani.. 
L'ipotesi di un unico flusso evolutivo tra i Denisovani, è stata superata una prima volta nel 2018, quando uno studio ha determinato l'esistenza di differenze evolutive tra i Denisovani siberiani e quelli che abitarono il sud-est asiatico. Nel 2019, un team internazionale di ricercatori, dopo aver analizzato il genoma completo di 161 persone provenienti da 14 gruppi differenti in Indonesia e Papua Nuova Guinea, ha identificato almeno tre diversi tipi (o gruppi) di denisovani attualmente indicati come gruppo D0, D1 e D2; questo risultato ha accesso il dibattito sulla possibile linea evolutiva di questa specie, come quella che ipotizza che un gruppo di denisovani si sia ibridato tardivamente con le popolazioni locali di H. sapiens circa 15.000 anni fa, con inevitabili ripercussioni sulle teorie e modelli relativi all'evoluzione dell'Homo Sapiens e dei Neanderthal.
Sulla base di uno studio statistico-genetico del 2025 sui reperti fossili denisoviani sono stati individuati due principali insiemi di alberi filogenetici; il più recente comprende i fossili di Denisova3 e Denisova4 riferiti ad un periodo compreso tra 84.000 e 52.000 anni dal presente, mentre il più antico comprende tutti gli altri fossili ritrovati nella grotta di Denisova e il Cranio di Harbin, coprendo un arco temporale compreso tra 217.000 e 123.000 anni dal presente. Di fatto si dimostra che i Denisovani nel pleistocene medio abitavano un'ampia area geografica in Asia..

## Caratteristiche fisiche
Data l'estrema limitatezza dei reperti, ben poco si sa sulle caratteristiche fisiche di questi individui.
Il sequenziamento del genoma estratto dalla falange ritrovata nel 2008 a Denisova (Siberia meridionale) ha permesso di definire che il soggetto esaminato, una femmina, avesse carnagione scura con occhi e capelli castani.
Le radici massicce e divergenti dei molari dei Denisova sono molto diverse dalla morfologia delle radici dei Neandertal e degli uomini del Pleistocene medio in Europa e più simili a quelle dell'Homo erectus dell'Asia orientale.
Per uno studio del 2014 i Denisoviani presentavano caratteristiche che li rendevano adatti a vivere ad altitudini elevate e a temperature estreme, che si sarebbero trasmesse tramite l'introgressione, uno specifico meccanismo di ibridazione, nelle popolazioni tibetane e, in misura minore, nella popolazione cinese degli Han.

## Cibo
Uno studio comparato sugli isotopi dei resti provenienti dalla Grotta del Cobra nel Laos del 2023 è giunto alla conclusione che la dieta di questo gruppo di Denisovani si basava principalmente su piante e/o animali provenienti da foreste aperte e savana.

### Annotazioni
1. ↑  Il fossile apparteneva ad un individuo femmina, con madre Denisovana e padre Neanderthaliano.[13]

### Riferimenti
1. ↑  The complete mitochondrial DNA genome of an unknown hominin from southern Siberia
2. 1 2   Il DNA presente nel suolo di un’antica grotta della Siberia getta luce su un insediamento umano arcaico, su cordis.europa.eu. URL consultato il 10 luglio 2024.
3. ↑  (EN) Ann Gibbson, A Crystal-Clear View Of an Extinct Girl's Genome, in American Association for the Advancement of Science, vol. 337, 2012,  pp. 1028-1029.
4. 1 2  (EN) Susanna Sawyer, Gabriel Renaud, Bence Viola, Jean-Jacques Hublin, Marie-Theres Gansauge, Michael V. Shunkov, Anatoly P. Derevianko, Kay Prüfer, Janet Kelso e Svante Pääbo, Nuclear and mitochondrial DNA sequences from two Denisovan individuals, in PNAS, vol. 112, 2015,  pp. 15696-15700, DOI:10.1073/pnas.1519905112.
5. 1 2 3  (EN) New species of human ancestor found in Siberia, su theguardian.com. URL consultato l'11 luglio 2024.
6. ↑  (EN) Who were the Denisovans?, su livescience.com. URL consultato l'11 luglio 2024.
7. ↑  (EN) The Nobel Prize in Physiology or Medicine 2022, su NobelPrize.org. URL consultato il 3 ottobre 2022.
8. ↑  (EN) Homo sapiens subsp. 'Denisova', su ncbi.nlm.nih.gov. URL consultato il 14 luglio 2024.
9. ↑  (EN) Matthew M. Douglas e Jonathan M. Douglas, Exploring Human Biology in the Laboratory, Morton Publishing Company, 2016, ISBN 1617313904.
10. ↑  (EN) Denisovan, su britannica.com. URL consultato il 14 luglio 2024.
11. 1 2   David Reich, Richard E. Green, Martin Kircher, Johannes Krause, Nick Patterson, Eric Y. Durand, Bence Viola, Adrian W. Briggs e Udo Stenzel, Genetic history of an archaic hominin group from Denisova Cave in Siberia, in Nature, vol. 468, n. 7327, 2010,  pp. 1053-1060, DOI:10.1038/nature09710, PMID 21179161.
12. 1 2  (EN) The Denisovans, su australian.museum. URL consultato il 12 luglio 2024.
13. 1 2  The earliest Denisovans and their cultural adaptation
14. 1 2  , Palaeoenvironments and hominin evolutionary dynamics in southeast Asia, 2023 Palaeoenvironments
15. ↑   La diffusione dei Denisova sull'altopiano del Tibet, su lescienze.it. URL consultato il 12 luglio 2024.
16. ↑  , Denisovan DNA in Late Pleistocene sediments from Baishiya Karst Cave on the Tibetan Plateau, 2020 Denisovan
17. ↑  , A Middle Pleistocene Denisovan molar from the Annamite Chain of northern Laos, 2022 A Middle
18. ↑   La giovane Denisova del Laos, su pikaia.eu. URL consultato il 14 gennaio 2024.
19. ↑   Una straordinaria scoperta in una grotta del Laos fa luce sul mistero dell’evoluzione umana, su fanpage.it. URL consultato il 14 gennaio 2024.
20. ↑   Sara Carmignani, Finalmente sappiamo che il cranio quasi completo del cosiddetto Dragon Man apparteneva a un Homo di Denisova, su Wired Italia, 19 giugno 2025. URL consultato il 23 giugno 2025.
21. 1 2  (EN) Qiaomei Fu, Peng Cao, Qingyan Dai, Bennett, E. Andrew, Feng, Xiaotian, Yang, Melinda A., Ping, Wanjing, Pääbo, Svante e Ji, Qiang, Denisovan mitochondrial DNA from dental calculus of the >146,000-year-old Harbin cranium, in Cell, vol. 0, n. 0, 18 giugno 2025, DOI:10.1016/j.cell.2025.05.040. URL consultato il 23 giugno 2025.
22. ↑  (EN) Qiaomei Fu, Fan Bai, Huiyun Rao, et al., The proteome of the late Middle Pleistocene Harbin individual, in Science, vol. 0, n. 0, 18 giugno 2025,  pp. eadu9677, DOI:10.1126/science.adu9677. URL consultato il 19 luglio 2025.
23. ↑   David Brown, DNA from bone shows new human forerunner, and raises array of questions, in Washington Post, 25 marzo 2010.
24. ↑   Alla Katsnelson, New hominin found via mtDNA, collana The Scientist, 24 marzo 2010. URL consultato il 24 ottobre 2010 (archiviato dall'url originale il 27 maggio 2010).
25. ↑   L’eredità dei Neanderthal, su pikaia.eu, 9 gennaio 2014. URL consultato il 14 agosto 2018.
26. ↑  (EN) Pennisi, Elizabeth (2013), More Genomes from Denisova Cave Show Mixing of Early Human Groups, in Science, vol. 340, 2013,  p. 799, DOI:10.1126/science.340.6134.799.
27. ↑  Excavating Neandertal and Denisovan DNA from the genomes of Melanesian individuals
28. ↑  (EN) Sharon R Browning, Brian L Browning, Ying Zhou, Serena Tucci e Joshua M Akey, Analysis of Human Sequence Data Reveals Two Pulses of Archaic Denisovan Admixture, in 50 Cell, vol. 173, 2018,  pp. 53-61, DOI:10.1016/j.cell.2018.02.031.
29. ↑  (EN) Ann GibbonsMar, Our mysterious cousins—the Denisovans—may have mated with modern humans as recently as 15,000 years ago, su Science | AAAS, 28 marzo 2019. URL consultato il 2 aprile 2019.
30. ↑   Sequenziato il genoma della nostra ‘cugina’ di Denisova, su pikaia.eu, 12 ottobre 2012. URL consultato il 14 agosto 2018.
31. ↑  Altitude adaptation in Tibetans caused by introgression of Denisovan-like DNA

### Libri
- Tom Higham, Il mondo prima di noi. Una nuova storia delle origini del genere umano, Perugia, Odoya, 2021, ISBN 8862886837.

### Riviste
- (EN) Johanne Krause, Qiaomei Fu, Jeffrey M. Good, Bence Viola, Michael V. Shunkov, Anatoli P. Derevianko e Svante Pääbo, The complete mitochondrial DNA genome of an unknown hominin from southern Siberia, in Nature, vol. 464, n. 7290, 2010,  pp. 894-897, DOI:10.1038/nature08976, PMID 20336068.
- (EN) Emilia Huerta-Sánchez, Xin Jin, Asan, Zhuoma Bianba, Benjamin M Peter, Nicolas Vinckenbosch, Yu Liang, Xin Yi, Mingze He, Mehmet Somel, Peixiang Ni, Bo Wang, Xiaohua Ou, Huasang, Jiangbai Luosang, Zha Xi Ping Cuo, Kui Li, Guoyi Gao, Ye Yin, Wei Wang, Xiuqing Zhang, Xun Xu, Huanming Yang, Yingrui Li, Jian Wang, Jun Wang e Rasmus Nielsen, Altitude adaptation in Tibetans caused by introgression of Denisovan-like DNA, in Nature, vol. 512, n. 7513, 2014,  pp. 194-197, DOI:10.1038/nature13408. URL consultato il 24 luglio 2024.
- (EN) Vernot, Benjamin, Tucci, Serena, Kelso, Janet, Schraiber, Joshua G., Wolf, Aaron B., Gittelman, Rachel M., Dannemann, Michael, Grote, Steffi, McCoy, Rajiv C., Norton, Heather, Scheinfeldt, Laura B., Merriwether, David A., Koki, George, Friedlaender, Jonathan S., Wakefield, Jon, Pääbo, Svante e A Akey, Joshua M., Excavating Neandertal and Denisovan DNA from the genomes of Melanesian individuals, in Science, vol. 352, 2016,  pp. 235-239, DOI:10.1126/science.aad9416.
- (EN) Viviane Slon, Bence Viola, Gabriel Renaud, Marie-Theres Gansauge, Stefano Benazzi, Susanna Sawyer, Jean-Jacques Hublin, Michael V Shunkov, Anatoly P Derevianko, Janet Kelso, Kay Prüfer, Matthias Meyer e Svante Pääbo, A fourth Denisovan individual, in Science Advances, vol. 3, 2017, DOI:10.1126/sciadv.1700186.
- (EN) Zhang, Dongju, Xia, Huan, Chen, Fahu, Li, Bo, Slon, Viviane, Cheng, Ting, Yang, Ruowei, Jacobs, Zenobia, Dai, Qingyan, Massilani, Diyendo, Shen, Xuke, Wang, Jian, Feng, Xiaotian, Cao, Peng, Yang, Melinda A., Yao, Juanting, Yang, Jishuai, Madsen, David B., Han, Yuanyuan, Ping, Wanjing, Liu, Feng, Perreault, Charles, Chen, Xiaoshan, Meyer, Matthias, Kelso, Janet, Pääbo, Svante e Fu, Qiaomei, Denisovan DNA in Late Pleistocene sediments from Baishiya Karst Cave on the Tibetan Plateau, in Science, vol. 370, 2020,  pp. 584-587, DOI:10.1126/science.abb6320.
- (EN) Brown, Samantha, Massilani, Diyendo, Kozlikin, Maxim B., Shunkov, Michael V., Derevianko, Anatoly P., Stoessel, Alexander, Jope-Street, Blair, Meyer, Matthias, Kelso, Janet, Pääbo, Svante, Higham, Thomas e Douka, Katerina, The earliest Denisovans and their cultural adaptation, in Nature Ecology & Evolution, vol. 6, n. 1, 2022,  pp. 28–35, DOI:10.1038/s41559-021-01581-2. URL consultato il 23 giugno 2025.
- (EN) Demeter, Fabrice, Zanolli, Clément, Westaway, Kira E., Joannes-Boyau, Renaud, Duringer, Philippe, Morley, Mike W., Welker, Frido, Rüther, Patrick L., Skinner, Matthew M., McColl, Hugh, Gaunitz, Charleen, Vinner, Lasse, Dunn, Tyler E., Olsen, Jesper V., Sikora, Martin, Ponche, Jean-Luc, Suzzoni, Eric, Frangeul, Sébastien, Boesch, Quentin, Antoine, Pierre-Olivier, Pan, Lei, Xing, Song, Zhao, Jian-Xin, Bailey, Richard M., Boualaphane, Souliphane, Sichanthongtip, Phonephanh, Sihanam, Daovee, Patole-Edoumba, Elise, Aubaile, Françoise, Crozier, Françoise, Bourgon, Nicolas, Zachwieja, Alexandra, Luangkhoth, Thonglith, Souksavatdy, Viengkeo, Sayavongkhamdy, Thongsa, Cappellini, Enrico, Bacon, Anne-Marie, Hublin, Jean-Jacques, Willerslev, Eske e Shackelford, Laura, A Middle Pleistocene Denisovan molar from the Annamite Chain of northern Laos, in Nature Communications, vol. 2557, 2022, DOI:10.1038/s41467-022-29923-z.
- (EN) Bacon, Anne-Marie, Bourgon, Nicolas, Dufour, Elise, Demeter, Fabrice, Zanolli, Clément, Westaway, Kira E., Joannes-Boyau, Renaud, Duringer, Philippe, Ponche, Jean-Luc, Morley, Mike W., Suzzoni, Eric, Frangeul, Sébastien, Boesch, Quentin, Antoine, Pierre-Olivier, Boualaphane, Souliphane, Sichanthongtip, Phonephanh, Sihanam, Daovee, Huong, Nguyen Thi Mai, Tuan, Nguyen Anh, Fiorillo, Denis, Tombret, Olivier, Patole-Edoumba, Elise, Zachwieja, Alexandra, Luangkhoth, Thonglith, Souksavatdy, Viengkeo, Dunn, Tyler E., Shackelford, Laura e Hublin, Jean-Jacques, Palaeoenvironments and hominin evolutionary dynamics in southeast Asia, in Scientific Reports, vol. 13, 2023, DOI:10.1038/s41598-023-43011-2.